# Bradycellus rupestris
Bradycellus rupestris är en skalbaggsart som beskrevs av Thomas Say 1823. Bradycellus rupestris ingår i släktet Bradycellus och familjen jordlöpare. Inga underarter finns listade i Catalogue of Life.